# Lissonotypus brasiliensis
Lissonotypus brasiliensis är en skalbaggsart som först beskrevs av Jean Baptiste Lucien Buquet 1860.  Lissonotypus brasiliensis ingår i släktet Lissonotypus och familjen långhorningar. Inga underarter finns listade i Catalogue of Life.